# 王道义
王道义（1925年—2023年2月2日），山东蒲台（今东营区）人。中华人民共和国政治人物。
早年参加第二次国共内战，后担任饶河县政府秘书，后担任共青团黑龙江省委副书记。1955年，担任长春第一汽车厂团委书记，后担任团中央青工部副部长，书记处书记。1982年，任兰州市市长。1986年，任甘肃省人大副主任。